# Linh dương Puku
Linh dương Puku (Kobus vardonii) là một loài động vật có vú trong họ Bovidae, bộ Artiodactyla. Loài này được Livingstone mô tả năm 1857.

## Hình ảnh

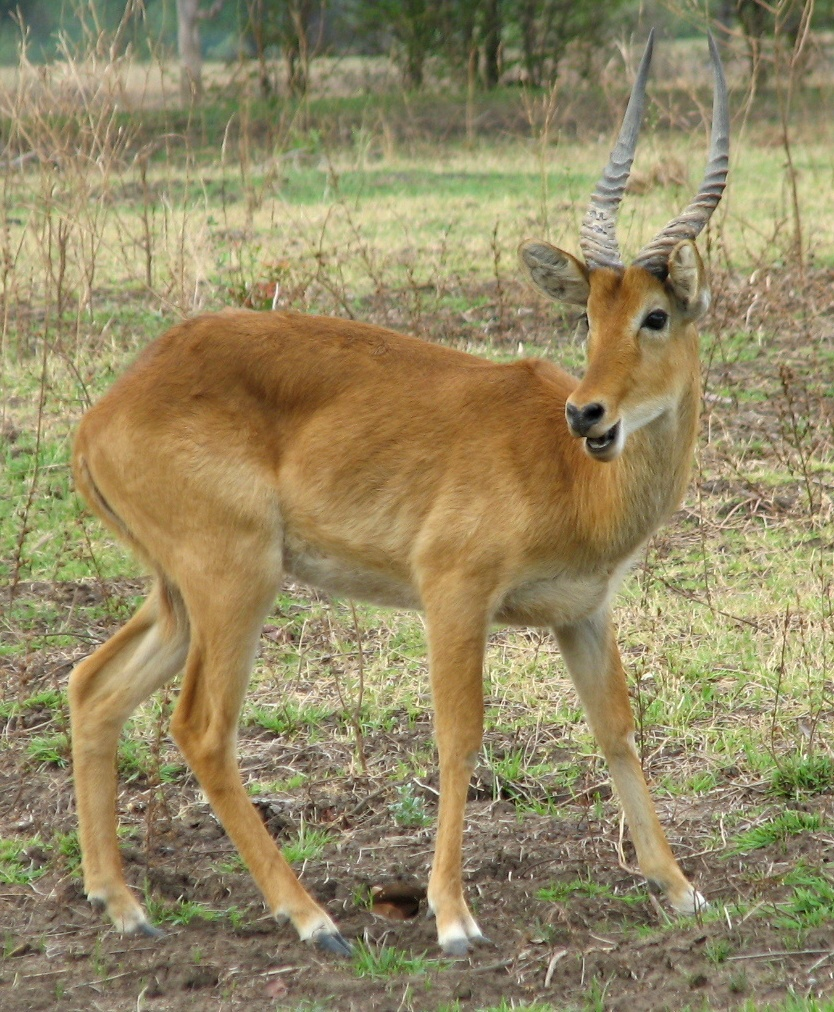
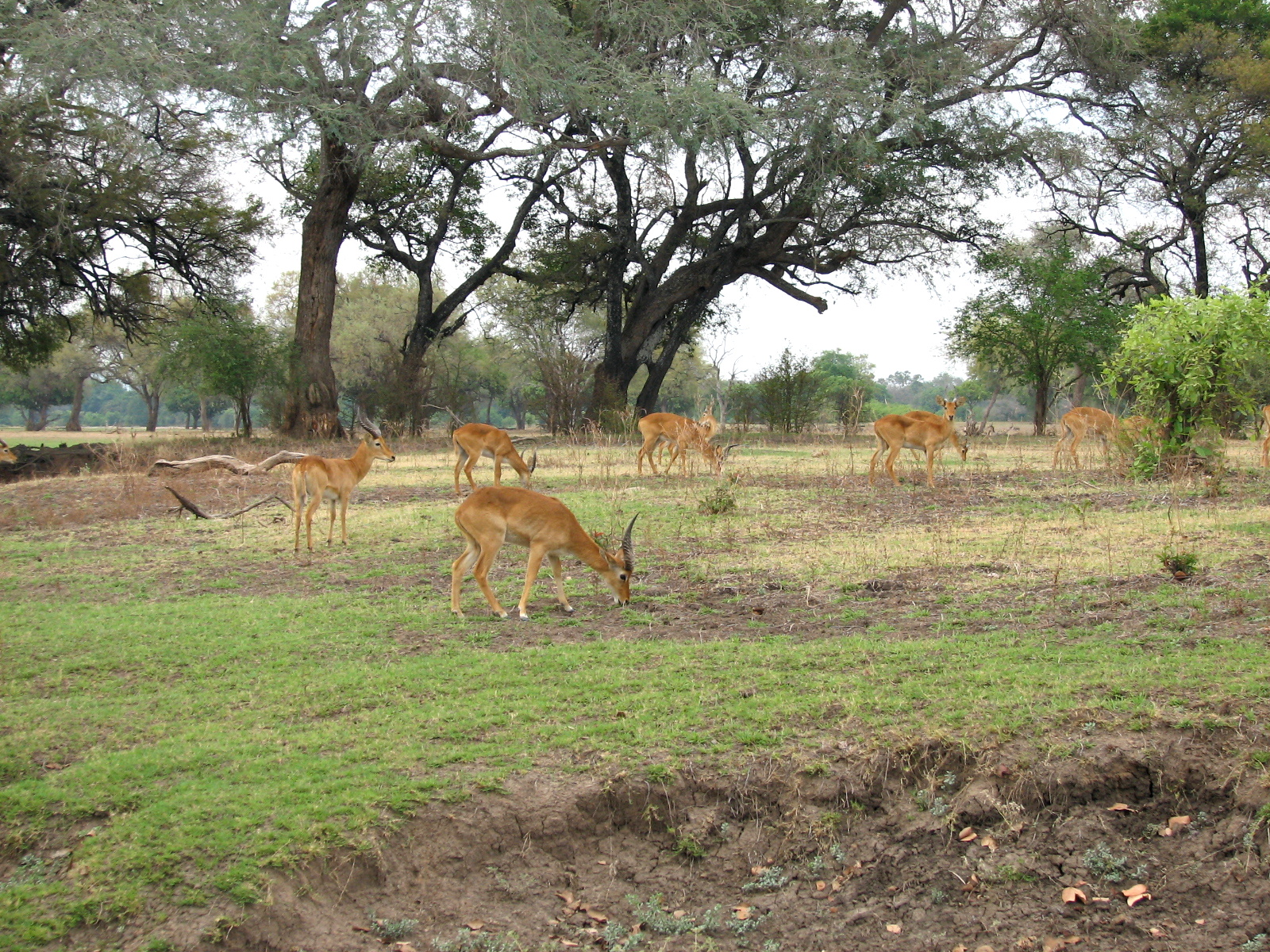
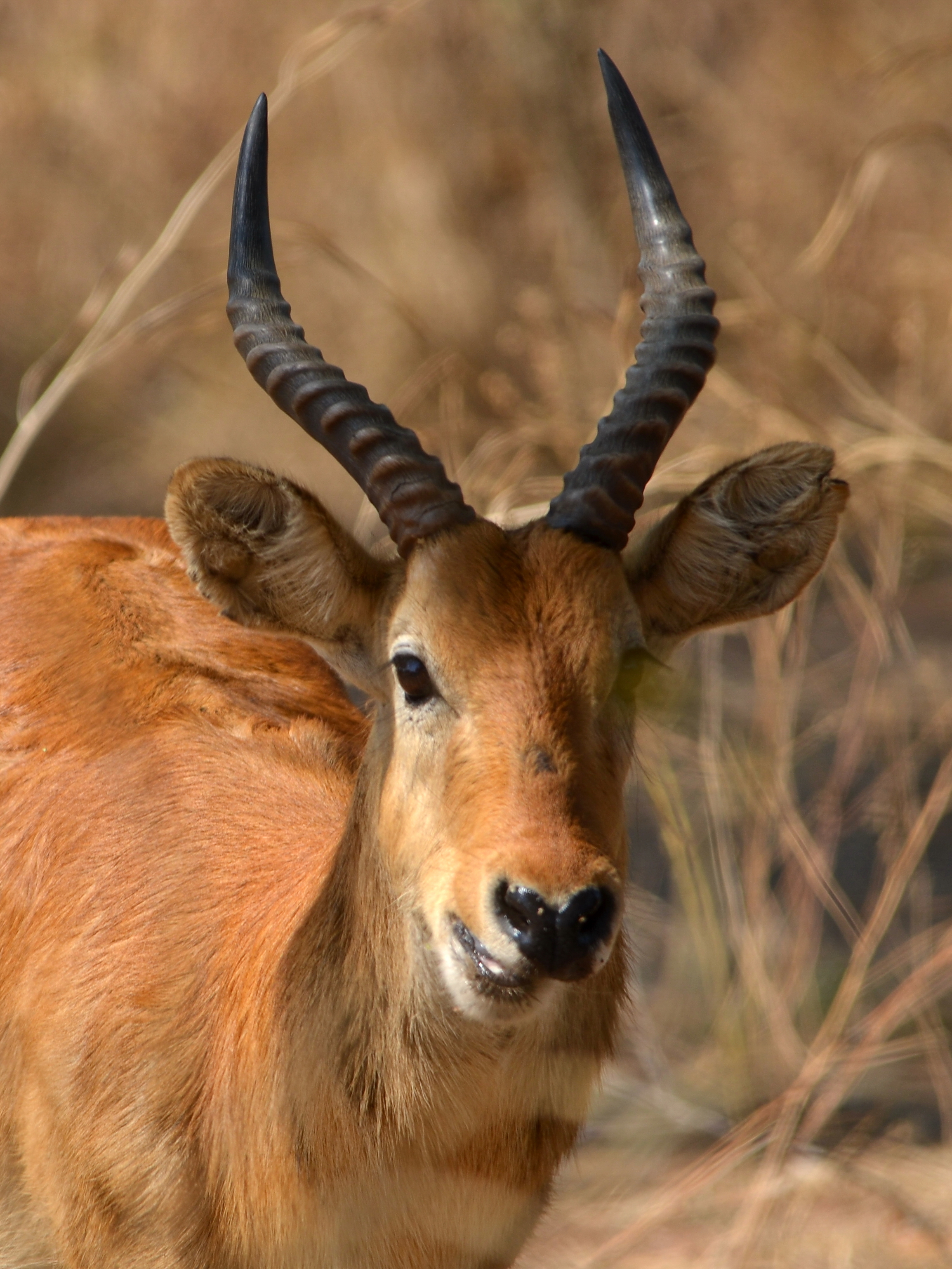